# Iván Ortolá
Iván Ortolá Díez (Valencia, 4 augustus 2004) is een Spaans motorcoureur.

## Carrière
Ortolá maakte in 2019 zijn internationale motorsportdebuut in de European Talent Cup. Op een Honda behaalde hij in de eerste twee races op het Autódromo do Estoril direct zijn eerste twee overwinningen. In de rest van het seizoen voegde hij hier nog een derde zege op het Circuit Ricardo Tormo Valencia aan toe. Met 128 punten werd hij achter Izan Guevara tweede in het kampioenschap. In 2020 keerde hij terug in de klasse. Alhoewel hij vijf podiumplaatsen behaalde, won hij geen enkele race. Met 136 punten zakte hij naar de vierde plaats in de eindstand, achter David Alonso, Zonta van den Goorbergh en Alberto Ferrández. Tevens debuteerde hij dat jaar in de FIM MotoGP Rookies Cup. Hij won een race op het Motorland Aragón en stond in vijf andere races op het podium. Met 150 punten werd hij achter Pedro Acosta en David Muñoz derde in het klassement. In 2021 reed hij opnieuw in de Rookies Cup, waarin hij een overwinning op Aragón en vier andere podiumfinish behaalde. Met 157 punten eindigde hij als vierde, achter Alonso, Muñoz en Daniel Holgado. Daarnaast kwam hij uit in het Spaanse Moto3-kampioenschap op een KTM. Hij stond zeven keer op het podium en werd met 169 punten tweede achter Holgado.
In 2022 debuteerde Ortolá in de Moto3-klasse van het wereldkampioenschap wegrace op een KTM bij het Angeluss MTA Team. Hij kende een redelijk debuutseizoen, waarin een zesde plaats in Aragón zijn beste resultaat was. Met 73 punten werd hij zeventiende in het eindklassement. In 2023 bleef hij actief bij Angeluss. Na twee races met pech, behaalde hij in Amerika zijn eerste Grand Prix-overwinning.

## Statistieken

### Grand Prix

#### Per seizoen
| Seizoen | Klasse | Motor      | Team                   | Races | Winst | Podiums | Poles | SR | Ptn | Pos |
| ------- | ------ | ---------- | ---------------------- | ----- | ----- | ------- | ----- | -- | --- | --- |
| 2022    | Moto3  | KTM        | Angeluss MTA Team      | 20    | 0     | 0       | 0     | 0  | 73  | 17e |
| 2023    | Moto3  | KTM        | Angeluss MTA Team      | 20    | 2     | 3       | 0     | 3  | 187 | 6e  |
| 2024    | Moto3  | KTM        | MT Helmets – MSi       | 20    | 2     | 7       | 6     | 1  | 224 | 4e  |
| 2025*   | Moto2  | Boscoscuro | QJMotor - Frinsa - MSi | 13    | 0     | 0       | 0     | 0  | 36  | 18e |
| Totaal  | Totaal | Totaal     | Totaal                 | 73    | 4     | 10      | 6     | 4  | 520 |     |

#### Per klasse
| Klasse | Seizoenen  | 1e GP         | 1e podium      | 1e winst       | Races | Winst | Podiums | Poles | SR | Ptn | Kampioen |
| ------ | ---------- | ------------- | -------------- | -------------- | ----- | ----- | ------- | ----- | -- | --- | -------- |
| Moto3  | 2022-2024  | Qatar 2022    | Amerika's 2023 | Amerika's 2023 | 60    | 4     | 10      | 6     | 4  | 484 | 0        |
| Moto2  | 2025-heden | Thailand 2025 |                |                | 13    | 0     | 0       | 0     | 0  | 36  | 0        |
| Totaal | 2022-heden | 2022-heden    | 2022-heden     | 2022-heden     | 73    | 4     | 10      | 6     | 4  | 520 | 0        |

#### Races per jaar
(vetgedrukt betekent pole positie; cursief betekent snelste ronde)
| Jaar | Klasse | Motor      | 1       | 2       | 3       | 4      | 5       | 6      | 7       | 8      | 9      | 10      | 11      | 12      | 13     | 14    | 15    | 16      | 17      | 18     | 19     | 20     | 21  | 22  | Pos | Ptn |
| ---- | ------ | ---------- | ------- | ------- | ------- | ------ | ------- | ------ | ------- | ------ | ------ | ------- | ------- | ------- | ------ | ----- | ----- | ------- | ------- | ------ | ------ | ------ | --- | --- | --- | --- |
| 2022 | Moto3  | KTM        | QAT 11  | INA DNF | ARG 15  | AME 11 | POR DNF | SPA 13 | FRA 18  | ITA 7  | CAT 18 | DUI 10  | NED 12  | GBR DNF | OOS 11 | SMR 8 | ARA 6 | JPN 13  | THA 20  | AUS 13 | MAL 9  | VAL 12 |     |     | 17  | 73  |
| 2023 | Moto3  | KTM        | POR DNF | ARG 19  | AME 1   | SPA 1  | FRA 4   | ITA 11 | DUI 4   | NED 4  | GBR 4  | OOS 5   | CAT DSQ | SMR 8   | IND 8  | JPN 5 | INA 9 | AUS DNF | THA 11  | MAL 4  | QAT 15 | VAL 3  |     |     | 6   | 187 |
| 2024 | Moto3  | KTM        | QAT 9   | POR 3   | AME DNF | SPA 3  | FRA 5   | CAT 2  | ITA 6   | NED 1  | DUI 3  | GBR 1   | OOS 9   | ARA 12  | SMR 3  | EMI 5 | INA 9 | JPN 16  | AUS DNF | THA 4  | MAL 4  | SOL 9  |     |     | 4   | 224 |
| 2025 | Moto2  | Boscoscuro | THA 22  | ARG 19  | AME 6   | QAT 18 | SPA 18  | FRA 9  | GBR DNF | ARA 14 | ITA 16 | NED DNF | DUI 13  | TSJ 12  | OOS 6  | HON   | CAT   | SMR     | JPN     | INA    | AUS    | MAL    | POR | VAL | 18* | 36* |

* Seizoen nog bezig.